# Distretto di Heničes'k
Il distretto di Heničes'k (in ucraino Генічеський район?) è un distretto nell'oblast' di Cherson in Ucraina. Il suo centro amministrativo è la città di Heničes'k. Ha una popolazione di 194 404 abitanti.
Il 18 luglio 2020, come parte della riforma amministrativa dell'Ucraina, il numero di distretti dell'oblast di Cherson, è stato ridotto a cinque e l'area del distretto di  Heničes'k  è stata notevolmente ampliata.